# Gastón Canuto
Gastón Lucas Canuto (Ciudad de Rosario, Provincia de Santa Fe, Argentina, 28 de julio de 1988) es un futbolista argentino. Juega de arquero y su primer equipo fue Tiro Federal de Rosario. Actualmente milita en Chaco For Ever de la Primera Nacional.

## Biografía
Estuvo en inferiores y reserva en Newell’s y que, después de jugar en el Federal “A” para Tiro Federal de Rosario, hizo la mencionada escala en el Nordeste por Misiones, Formosa y Chaco. 
Tras un paso por Rosamonte de Apóstoles por el viejo Argentino B, saltó a Sportivo Patria donde disputó el Argentino B y el Federal A con los formoseños hasta pegar el salto a Chaco For Ever, a mediados de 2017. 
La llegada de Gastón al "Albinegro" chaqueño generó muchos comentarios negativos por ciertos periodistas locales, quienes cuestionaban su estatura. Sin embargo, en apenas su primera temporada con los chaqueños, logró ganarse el cariño de los hinchas a base de atajadas claves. De repente, "Canu" pasó a ser apodado por los hinchas como "San Canuto". 
En 2021, tras cuatro temporadas quedando en play off en el Federal A, Gastón encabezó el plantel que logró llegar a la Primera Nacional, segunda categoría del fútbol Argentino, tras ser clave en los play off con sus atajadas en definiciones por penales ante Gimnasia de Mendoza, primero, y frente a Racing de Córdoba después. Finalmente, mantuvo su arco en cero en la final disputada en Santiago del Estero, el 5 de diciembre de 2021, ante Gimnasia y Tiro de Salta. Así, Gastón Canuto se transformó en una pieza clave que le permitió a Chaco For Ever volver a la segunda Categoría del Fútbol Argentino tras 23 años de ausencia.

## Clubes
| Club                         | País      | Año       |
| ---------------------------- | --------- | --------- |
| Tiro Federal de Rosario      | Argentina | 2011-2012 |
| Club Deportivo Rosamonte     | Argentina | 2013-2014 |
| Club Sportivo Patria         | Argentina | 2014-2017 |
| Club Atlético Chaco For Ever | Argentina | 2017-Act. |